# Carmo de Souza
Carmo de Souza, detto Rosa Branca (Araraquara, 19 luglio 1940 – San Paolo, 22 dicembre 2008), è stato un cestista brasiliano.

## Carriera
Con il Brasile ha disputato tre edizioni dei Giochi olimpici (Roma 1960, Tokyo 1964, Città del Messico 1968) e tre dei Campionati mondiali (1959, 1963, 1970).